# Scelolophia astota
Scelolophia astota là một loài bướm đêm trong họ Geometridae.